# کریستوفر لانگان
کریستوفر مایکل لانگان (انگلیسی: Christopher Michael Langan؛ زاده ۲۵ مارس ۱۹۵۲)، پرورش‌دهنده اسب و خودآموخته اهل ایالات متحده آمریکا است که در آزمون‌های بهره هوشی نمره بسیار بالایی کسب کرده‌است. ضریب هوشی لانگان در برنامه تلویزیونی ABC's 20/20 بین ۱۹۵ تا ۲۱۰ تخمین زده شد، و در سال ۱۹۹۹ توسط برخی روزنامه‌نگاران به عنوان «باهوش‌ترین مرد در آمریکا» یا «در جهان» توصیف شد.

## زندگی
لانگان در سال ۱۹۵۲ در سان فرانسیسکو، کالیفرنیا به دنیا آمد. مادرش مری لانگان-هانسن (نام تولد چاپل، ۱۹۳۲–۲۰۱۴)، دختر یک مدیر اجرایی ثروتمند کشتیرانی بود اما از خانواده‌اش جدا شده‌بود. پدر بیولوژیکی لانگان قبل از به دنیا آمدن او خانواده را ترک کرد، و گفته می‌شود که در مکزیک جان خود را از دست داده‌است. مادر لانگان سه بار دیگر ازدواج کرد، و از هر شوهرش یک پسر داشت. شوهر دومش به قتل رسید و سومین شوهرش بر اثر خودکشی درگذشت. کریستوفر با شوهر چهارم، جک لانگان بزرگ شد که به عنوان یک «روزنامه‌نگار ناموفق» توصیف شده‌است که معتاد الکل بود و برای نوشیدن آن از خانه ناپدید می‌شد.